# Ciotunia
Ciotunia. Komedia w trzech aktach, wierszem – trzyaktowa komedia Aleksandra Fredry z lat 1833–1834.
Dokładna data powstania utworu nie jest znana, przyjmuje się jednak, że komedia prawdopodobnie powstała w latach 1833–1834. Prapremiera sztuki odbyła się 16 czerwca 1834 we Lwowie, w Warszawie wystawiono ją 9 maja 1858, zaś w Krakowie 6 października 1866. Utwór ukazał się drukiem w 1838 w piątym tomie wydania zbiorowego dzieł Fredry. Przekazy rękopiśmienne tekstu nie zachowały się. Sztuka miała przynajmniej 27 przedstawień, w tym spektakl telewizyjny z 1973 w reż. Witolda Zatorskiego.
Główną postacią sztuki jest starzejąca się ciotka Małgorzata, która jest jednak przekonana o swoim powodzeniu wśród mężczyzn. Utwór bywał określany jako zbliżony do farsy.

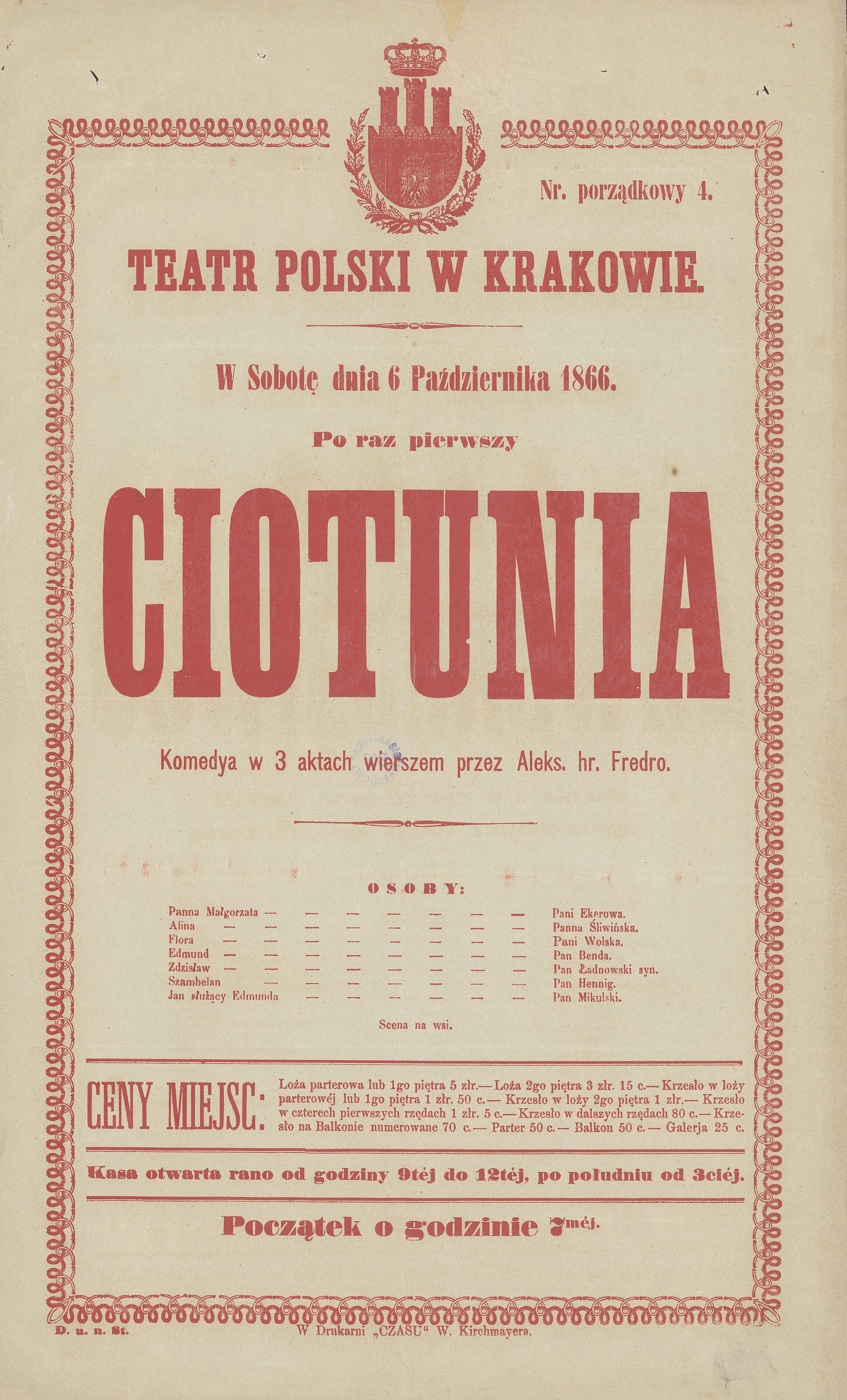
Afisz, Teatr Polski w Krakowie, 1866
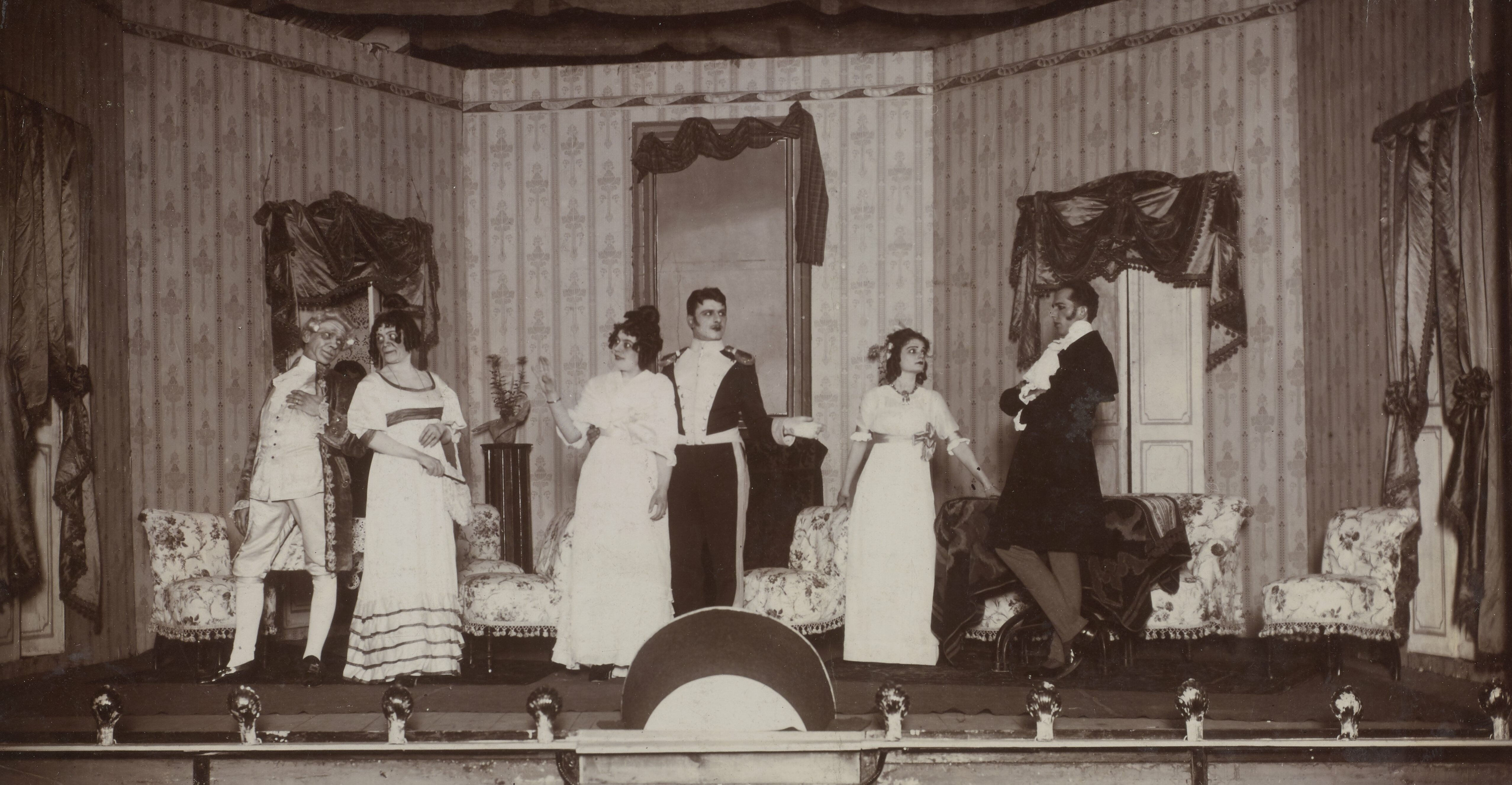
Spektakl w Teatrze Komedii w Płocku, 1911